# Нордвейк
Но́рдвейк (нід. Noordwijk; - [ˈnoːrtʋɛi̯k] ( прослухати)) — місто і муніципалітет у нідерландській провінції Південна Голландія, популярний у Нідерландах морський курорт. Нордвейк утворився шляхом злиття двох сіл — Нордвейк-Біннен і Нордвейк-ан-Зее.

## Розташування
Муніципалітет Нордвейк розташований у північній частині провінції Південна Голландія, на березі Північного моря (довжина берегової лінії становить 13 км), за 43 км на південний захід від Амстердама та за 27 км на північ від Гааги. Територія муніципалітету лежить у так званому «регіоні дюн і тюльпанів» (нід. Duin- en Bollenstreek)

## Географія
Нордвейк виник зі злиття двох поселень: Нордвейк-ан-Зее, розташованого на березі моря, і Нордвейк-Біннен, розташованого вглиб суходолу. Ці села, які стали двома районами сучасного муніципалітету, відокремлені одне від одного вузькою смужкою полів. Також до складу муніципалітету входить хутір Де-Клей (De Klei), що лежить на південь від Нордвейк-Біннена.
Площа муніципалітету становить 51,45 км², з яких 35,50 км² суходолу і 15,95 км² водної поверхні.
Північна частина муніципалітету являє собою незабудовану територію, вкриту дюнами та сосновими гаями, популярну серед вело- і пішохідних туристів.

### Нордвейк-ан-Зее
Село Нордвейк-ан-Зее виникло близько 1200 року як рибацьке поселення і залишалося таким до початку XIX століття, коли в регіоні почав розвиватися туризм. У XXI столітті це популярний морський курорт, де розташовано близько 40 готелів (серед них — такі світові мережі як Grand Hotel, Radisson Blue, Golden Tulip), щороку тут відпочиває близько 750 тис. туристів. Окрім готелів, тут розташовані численні ресторани, кафе та торговельно-розажальні заклади.
Нордвейк-ан-Зее є одним з найбагатших населених пунктів Нідерландів, він обіймає 12-ту сходинку у рейтингу 50 найбагатших районів країни. Багато заможних людей мають тут вілли, зокрема тут мешкав пивний магнат Фредді Хайнекен.
Деякі корінні мешканці Нордвейк-ан-Зее розмовляють так званим нордвейкським діалектом нідерландської мови.

### Нордвейк-Біннен
Село Нордвейк-Біннен виникло навколо церкви, яку, за легендою, звів святий Жерон у IX столітті, і розвивалося завдяки вирощуванню квітів, зокрема тюльпанів. Село зберегло свій історичний вигляд, тому забудова Нордвейк-Біннена охороняється державою.
У Нордвейк-Біннені розташований Європейський центр космічних досліджень і технології Європейського космічного агентства. Також тут базується муніципальна рада Нордвейка.

## Історія
Найдавніші археологічні знахідки, зроблені в районі Нордвейка, датуються періодом близько 2000 року до н. е. На початку I тисячоліття тут мешкало германське плем'я кананефатів, проте постійного поселення не існувало — узбережжя Північного моря часто потерпало від повеней. Місцеві жителі мешкали окремими родинами, основними їх заняттями були полювання та рибальство, археологічні знахідки пізніших періодів підтверджують існування кількох ферм.
За давньоримських часів на південь від Нордвейка пролягав кордон Римської імперії.
У 847 році до району сучасного Нордвейка прибув шотландський чернець-бенедиктинець Жерон, якій мав на меті навернути місцевих жителів до християнства. Він збудував тут невелику каплицю. У 856 році Жерон потрапив у полон до вікінгів, які його катували і 17 серпня 856 року вбили, відтявши голову. Християни з пастви Жерона поховали його поблизу сучасного Нордвейка; близько 980 року тут звели каплицю у романському стилі на честь святого Жерона, основною реліквією якої був череп святого. Каплиця з часом стала місцем паломництва, а 1429 року єпископ Утрехтський офіційно закріпив за Нордвейком цей статус. У 1303 році каплицю замінила велика кам'яна церква, 1450 року вона згоріла під час великої пожежі.

## Демографія
Станом на 2014 рік у Нордвейку мешкало 25 690 осіб, з яких чоловіків — 12 885, жінок — 12 805. З двох районів більш населеним є Нордвейк-Біннен, тут мешкає 17 350 осіб (8735 чоловіків і 8610 жінок), у Нордвейку-ан-Зее мешкає 8340 осіб (4150 чоловіків і 4190 жінок). За віком населення муніципалітету розподілено таким чином:
- особи у віці до 15 років — 15 %,
- особи у віці від 15 до 25 років — 11 %,
- особи у віці від 25 до 45 років — 24 %,
- особи у віці від 45 до 65 років — 30 %,
- особи у віці старше 65 років — 20 %.

Порівнюючи два райони Нордвейка, можна сказати, що у Нордвейк-ан-Зее переважають особи старшого віку (24 % становлять особи за 65 років, а осіб до 25 років — 23 %), а в Нордвейк-Біннен — молодь (28 % — особи до 25 років, 17 % — особи за 65 років).
Приблизно 16 % населення Нордвейка становлять особи іноземного походження, більшість з них мешкає у Нордвейк-ан-Зее (19 % населення району). Серед іноземців переважають особи з інших європейських країн (в середньому 11 %), особи неєвропейського походження становлять близько 5 % населення, з них найбільшою етнічною групою є марокканці (близько 1 % населення в цілому).

## Видатні мешканці
- Даніель Нотебоом — нідерландський шахіст, народився у Нордвейку і похований там.
- Марія Монтессорі — італійська лікар і педагог, перша італійка, що стала доктором медицини; уславилася розробкою педагогічної методики, званої «методика Монтессорі». Померла у Нордвейк-ан-Зее і похована на римо-католицькому цвинтарі Нордвейка.
- Луї ван Гал — нідерландський футбольний тренер, який раніше виступав як футболіст на позиції півзахисника. З 2014 року очолює тренерський штаб англійського клубу «Манчестер Юнайтед». Мешкав у Нордвейку.
- Аластер Рейнолдс — англомовний письменник-фантаст. Мешкав у Нордвейку.

Також у Нордвейку бували письменник Томас Манн, вчений Зигмунд Фрейд, поет Стефан Ґеорґе, художники Макс Ліберманн та Ян Гіллебранд Вайсмюллер. Художник Людольф Беркемеєр, який мешкав у Нордвейку, залишив низку картин із пейзажами села і узбережжя.
У травні 2014 року Нордвейк відвідали Президент США Барак Обама і Президент КНР Сі Цзіньпін.

## Політика
Управління муніципалітетом здійснюють муніципальна рада та бургомістр, при якому діє рада олдерменів.
Муніципальна рада складається з 21 депутата, які обираються раз на чотири роки. Рада представляє у владній структурі муніципалітету законодавчу гілку влади. Також рада обирає олдерменів, які разом із бургомістром формують виконавчу гілку та займаються поточними питаннями муніципалітету.
Місця в раді розподілені поміж політичними партіями таким чином:
| Партія                                                  | 1998 | 2002 | 2006 | 2010 | 2014 |
| ------------------------------------------------------- | ---- | ---- | ---- | ---- | ---- |
| Puur Noordwijk (місцева партія)                         | —    | —    | —    | 7    | 8    |
| Християнсько-демократичний заклик                       | 4    | 4    | 3    | 4    | 3    |
| Lijst Salman Noordwijk (місцева партія)                 | —    | —    | —    | —    | 3    |
| Народна партія за свободу і демократію                  | 4    | 2    | 4    | —    | 2    |
| Партія праці / Зелені ліві                              | —    | —    | —    | —    | 2    |
| Noordwijk Zelfstandig (місцева партія)                  | —    | —    | —    | —    | 2    |
| Демократи 66                                            | —    | —    | —    | —    | 1    |
| Progressieve Combinatie Noordwijk (місцева партія)      | 4    | 4    | 4    | 3    | —    |
| Noordwijk Totaal (місцева партія)                       | —    | 8    | 1    | —    | —    |
| Народна партія за свободу і демократію / JES Noordwijk  | —    | —    | —    | 6    | —    |
| Noordwijks Belang (місцева партія)                      | 4    | —    | —    | —    | —    |
| Verenigd Noordwijk (місцева партія)                     | 3    | —    | 2    | —    | —    |
| Християнський союз                                      | 1    | 1    | 1    | —    | —    |
| JES (місцева партія)                                    | —    | —    | 2    | —    | —    |
| Welzijn en Senioren (місцева партія)                    | —    | —    | 2    | —    | —    |
| Wat Noordwijk Wil / Liberaal Noordwijk (місцева партія) | —    | —    | —    | 1    | —    |
| De Noordwijker (місцева партія)                         | 1    | —    | —    | —    | —    |
| Усього                                                  | 21   | 19   | 19   | 21   | 21   |

Бургомістром Нордвейка з 16 грудня 2014 року є Ян Рейпстра (Jan Rijpstra) з партії «Народна партія за свободу і демократію». При ньому діє рада олдерменів із п'яти осіб:
- Гербен ван Дейн (Gerben van Duin) з партії Puur Noordwijk
- Денніс Салман (Dennis Salman) з партії Lijst Salman Noordwijk
- Марі-Жозе Флес (Marie José Fles) з коаліції «Партія праці»-«Зелені ліві»
- Пітер-Ян Барнхорн (Pieter-Jan Barnhoorn) з партії «Демократи 66»
- Ханс Баккер (Hans Bakker) з партії Puur Noordwijk

## Транспорт
Нордвейк розташований за 25 км від аеропорту Схіпгол і за 43 км від Роттердамського аеропорту.
На схід від муніципалітету пролягає регіональний автошлях N206, що сполучає Нордвейк із муніципалітетами Гемстеде, Нордвейкерхаут, Катвейк, Лейден, Зутервауде і Зутермер. Автошлях N444 сполучає Нордвейк із Тейлінгеном, Угстгестом та Лейденом.
Територією муніципалітету пролягають міжміські автобусні маршрути:
- № 20 (на Лейден, Угстгест, Рейнсбург)[5];
- № 21 (на Лейден, Угстгест, Рейнсбург)[6];
- № 90 (в один бік — на Гаагу, Вассенаар, Катвейк, в інший — на Нордвейкерхаут і Ліссе)[7];
- № 221 (на Катвейк, Катвейк-ан-ден-Рейн, Валкенбург, Лейден)[8];
- № 361 (на Ворхаут, Сассенхейм, Ліссе, Хіллегом, Хофдорп, Де-Хук і аеропорт Схіпгол)[9];
- № 385 (на Катвейк, Катвейк-ан-ден-Рейн, Лейден, Вассенаар, Гаагу)[10].

## Міста-побратими
- Мантон,  Франція (з 1953 року)